# BMW S65
S65是宝马于2007年开始生产的4.0L（3999 cc/244 in³）自然吸气V8双凸轮轴32气门引擎。该引擎是以用于宝马M5/M6的BMW S85 V10为基本概念所打造，两者基本体系结构相近且大副份零件的製造材料也都相同（铝合金）。
| 引擎   | 排气量                  | 动力                   | 扭力                        | 最高转 | 年份 |
| ------ | ----------------------- | ---------------------- | --------------------------- | ------ | ---- |
| S65B40 | 4.0 L (3999 cc/244 in³) | 309 kW（420 PS）@ 8300 | 400 N·m（295 ft·lbf）@ 3900 | 8400   | 2007 |

S65B40
与S85 V10相同，S65B40采用了92 mm的缸径和75.2 mm的冲程。该引擎也搭载了宝马自家研发的“双可变性正时系统”Double-VANOS与12.0：1的高压缩比。
尽管如此，S65B40还是有异于宝马的S85引擎。在S65B40上控制VANOS的液压压力取于自身引擎，不像S85的独立式高压液压系统，因此可省略了独立式高压液压系统。
相较于S85,S65B40在8个汽缸都装有独自轻量化的火星塞线圈与爆震感应器，这使电脑对引擎爆震的感应更精密也对引擎有更完善的调校，但是S65B40引擎上轻量化的8个爆震感应器比起S85上的2个爆震感应器还轻，可见其轻量化非一般。
为了轻量化此引擎用上了双泵“濕式油底壳”润滑系统。为使动力得到最大的输出，所以在加速时发电机都处于断开的状态以减少引擎的负担而只有在煞车时才进行充电，此系统称为Brake Energy Regeneration。
引擎压铸零件，共晶后的铝硅缸体由宝马于兰茨胡特的一级方程式赛车铸造厂生产，其汽缸蓋则是由从奥地利的铝制品提供与制造商Hydro-Aluminium生产。除此引擎也用上外层以铁包围的铝制活塞，缸镁合金的连杆，钢锻造的曲轴和8个蝶式多喉直喷节气门。
升级版西门子MS S65发动机控制器（S85 V10所用)被采用于此引擎并声称此发动机控制器在一秒内能进行超过2亿字节的计算。经过升级后的MS S60发动机控制器更能在一秒内轻易的处理2.5亿字节。
最后，经过轻量化的S65B40仅有202 kg（445 lb），比起以往直6引擎轻了15 kg  （33 lb）同时长度也较短。
该引擎点火顺序为1-5-4-8-7-2-6-3，与典型的宝马V8引擎点火顺序1-5-4-8-6-3-7-2有些不同。
新一具此引擎的进化版4.4L引擎也置于进化版M3 GTS。
应用：
- 2008-2009- E90, E92, E93 M3